# Fundació Hospital de Sant Pau i Santa Tecla
La Fundació Hospital de Sant Pau i Santa Tecla és una entitat vinculada a un centre sanitari creat el 1465 per la fusió de l'hospital que depenia del municipi i del que depenia de l'Arquebisbat de Tarragona, l'origen del qual es remunta al 1171 amb la donació testamentària de l'arquebisbe Hug de Cervelló i que es trobava fins al 1588 a l'edifici conegut com a Hospital Vell de Santa Tecla. Actualment gestiona l'Hospital de Sant Pau i Santa Tecla de Tarragona. El 2015 aquesta entitat va rebre la Creu de Sant Jordi "per la seva contribució continuada a la salut i al benestar de la ciutat de Tarragona i del seu entorn. Destaca l'atenció a les persones de qualsevol condició, incloses les més desvalgudes, i la seva capacitat d'adaptació a les vicissituds històriques i a les noves necessitats sanitàries i socials".